# BBTS Bielsko-Biała
O Bielsko-Bialskie Towarzystwo Sportowe, mais conhecido apenas como BBTS Bielsko-Biała, é um clube de voleibol masculino polonês com sede na cidade de Bielsko-Biała, na voivodia da Silésia. Atualmente o clube disputa a PlusLiga, a primeira divisão do campeonato polonês.

## Histórico
O Bielsko-Bialskie Towarzystwo Sportowe foi fundado em 1936, dentro do clube esportivo de mesmo nome. Em 28 de junho de 1968, a equipe se fundiu com a Miejski Klub Sportowy Włókniarz, mudando seu nome para Włókniarz Bielsko-Bialskie Towarzystwo Sportowe e, em 1971, mudando seu nome para Bielsko-Bialskie Towarzystwo Sportowe Włókniarz.
Em 1994, o clube conquistou seu primeiro título, a Copa da Polônia de 1993–94, após vitória sobre o AZS Częstochowa. Com a conquista do título, o clube garantiu a qualificação para disputar a Taça dos Vencedores das Taças (atual Taça CEV) de 1994–95, onde alcançou as quartas de final. No campeonato nacional, porém, terminou na sétima e penúltima colocação, sendo rebaixado para a segunda divisão na temporada posterior. Depois de dois vices consecutivos, a equipe conquistou o campeonato de cadetes em 1998, voltando à primeira divisão. Assim, voltou à primeira divisão no campeonato de 1998–99, sem conseguir se salvar, rebaixando-se posteriormente para o décimo primeiro e ao mesmo tempo penúltimo lugar da classificação.
Em 1999, o clube tornou-se independente do clube desportivo, assumindo novamente o nome de Bielsko-Bialskie Towarzystwo Sportowe. Em 2003, o clube foi promovido à primeira divisão e ambiciosamente, apesar dos recursos modestos, competiu com as melhores equipes de voleibol do país. Após um ano, porém, o BBTS voltou a cair para a segunda divisão. Da temporada 2004–05 a 2012–13, o time disputou a I Liga.
Em 28 de maio de 2013, foi adotada uma resolução estabelecendo uma sociedade anônima cujo proprietário majoritário é a associação TS BBTS Bielsko-Biała. Em junho do mesmo ano, as autoridades do então PLPS (atualmente PLS) decidiram expandir a PlusLiga na temporada 2013–14 para 12 times, juntando-se aos jogos o BBTS Bielsko-Biała e o Czarni Radom.
O clube se manteve por cinco temporadas na primeira divisão, porém, na temporada 2017–18, terminou a fase classificatória na penúltima colocação e foi rebaixado para a segunda divisão pela quarta vez em sua história. Após atuar por quatro temporadas na segunda divisão polonesa, o clube da cidade Bielsko-Biała venceu as finais da temporada 2021–22 contra o MKS Będzin (3–0 no agregado), e retornou à primeira divisão para a disputa da temporada 2022–23.

## Títulos
Campeonato Polonês
- Terceiro lugar: 1992–93

 Copa da Polônia
- Campeão: 1993–94
- Vice-campeão: 1991–92, 1992–93

 Campeonato Polonês - I Liga
- Campeão: 2021–22
- Vice-campeão: 2008–09, 2012–13, 2020–21

## Elenco atual
Atletas selecionados para disputar a temporada 2022–23.
| Camisa                  | Nome                | Altura (m) | Posição    |
| ----------------------- | ------------------- | ---------- | ---------- |
| 2                       | Dawid Woch          | 1,98       | Central    |
| 4                       | Wojciech Siek       | 2,05       | Central    |
| 6                       | Mateusz Zawalski    | 1,98       | Central    |
| 7                       | Radosław Gil        | 1,91       | Levantador |
| 8                       | Roland Gergye       | 2,00       | Ponteiro   |
| 9                       | Jakub Urbanowicz    | 2,03       | Ponteiro   |
| 10                      | Adrian Hunek        | 2,02       | Central    |
| 11                      | Bartosz Fijałek     | 1,77       | Líbero     |
| 12                      | Daulton Sinoski     | 2,03       | Oposto     |
| 13                      | Radosław Puczkowski | 2,01       | Ponteiro   |
| 19                      | Konstantin Čupković | 2,05       | Ponteiro   |
| 20                      | Dominik Teklak      | 1,84       | Líbero     |
| 21                      | Konrad Formela      | 1,94       | Ponteiro   |
| 22                      | Jake Hanes          | 2,13       | Oposto     |
| 33                      | Pierre Pujol        | 1,90       | Levantador |
| Técnico: Serhiy Kapelus |                     |            |            |